# إدنا سانت فنسنت ميلاي
إدنا سانت فنسنت ميلاي (بالإنجليزية: Edna St. Vincent Millay)‏ (و. 1892 – 1950 م) هي كاتبة مسرحية، وشاعرة، وكاتبة، وlibrettist من الولايات المتحدة الأمريكية . ولدت في روكلاند .
توفيت في نيويورك .

## التعليم
تعلمت في Vassar College

## أعمال بارزة
من أهم أعمالها: Renascence

## جوائز
حصلت على جوائز منها:
- جائزة بوليتزر عن فئة الشعر.

## روابط خارجية
- إدنا سانت فنسنت ميلاي على موقع IMDb (الإنجليزية)
- إدنا سانت فنسنت ميلاي على موقع الموسوعة البريطانية (الإنجليزية)
- إدنا سانت فنسنت ميلاي على موقع ميوزك برينز (الإنجليزية)
- إدنا سانت فنسنت ميلاي على موقع قاعدة بيانات برودواي على الإنترنت (الإنجليزية)
- إدنا سانت فنسنت ميلاي على موقع إن إن دي بي (الإنجليزية)
- إدنا سانت فنسنت ميلاي على موقع أول ميوزيك (الإنجليزية)
- إدنا سانت فنسنت ميلاي على موقع ديسكوغز (الإنجليزية)